# Trofeo Dave Gallaher
El Trofeo Dave Gallaher es un torneo de rugby disputado entre las selecciones de Francia y la de Nueva Zelanda.
Su primera edición fue en 2000, en homenaje al capitán de los All Blacks, Dave Gallaher, fallecido en combate en Bélgica durante la Primera Guerra Mundial.

## Ediciones
| Edición | Año     | Ganador       | Resultado de la serie |
| ------- | ------- | ------------- | --------------------- |
| I       | 2000    | Nueva Zelanda | 1-1                   |
| II      | 2001    | Nueva Zelanda | 1-0                   |
| III     | 2002    | empate        | 0-1-0                 |
| IV      | 2003    | Nueva Zelanda | 1-0                   |
| V       | 2004    | Nueva Zelanda | 1-0                   |
| VI      | 2006    | Nueva Zelanda | 2-0                   |
| VII     | 2007    | Nueva Zelanda | 2-0                   |
| VIII    | 2009    | Francia       | 1-1                   |
| IX      | 2009-II | Nueva Zelanda | 1-0                   |
| X       | 2013    | Nueva Zelanda | 3-0                   |
| XI      | 2013-II | Nueva Zelanda | 1-0                   |
| XII     | 2016    | Nueva Zelanda | 1-0                   |
| XIII    | 2017    | Nueva Zelanda | 1-0                   |
| XIV     | 2018    | Nueva Zelanda | 3-0                   |
| XV      | 2021    | Francia       | 1-0                   |
| XVI     | 2024    | Francia       | 1-0                   |
| XVII    | 2025    | Nueva Zelanda | 3-0                   |

## Palmarés
| Nueva Zelanda | 13 Trofeos |
| Francia       | 3 Trofeos  |

Nota: El trofeo 2025 es el último torneo considerado